# Xã Chenoa, Quận McLean, Illinois
Xã Chenoa (tiếng Anh: Chenoa Township) là một xã thuộc quận McLean, tiểu bang Illinois, Hoa Kỳ. Năm 2010, dân số của xã này là 2.074 người.